# Hector Abbas
Hector Abbas (ur. 9 listopada 1884 w Amsterdamie, zm. 11 listopada 1942 w Londynie) – holenderski aktor.

## Wybrana filmografia
- 1942: One of Our Aircraft Is Missing jako kierowca
- 1941: The Common Touch jako Foreigner
- 1941: Old Mother Riley's Circus jako Wizista
- 1937: The Man Who Made Diamonds jako Nichols
- 1936: Rembrandt
- 1930: School for Scandal jako Moses
- 1928: Bolibar jako artysta
- 1922: A Prince of Lovers jako Murray
- 1919: The First Men in the Moon jako Sampson Cavor